# Mitchelstown
Mitchelstown (iriska: Baile Mhistéala) är en ort i den södra delen av Irland i grevskapet Cork vid farleden N8.